# /bin
/bin (от англ. binary files — «двоичные файлы») — каталог в UNIX-подобных системах, содержащий исполняемые файлы. В соответствии с FHS монтируется на корневую файловую систему и должен быть доступен даже если никакие другие файловые системы не смонтированы. Простой пользователь может просматривать расположенные в нём файлы, но не изменять их. Доступ на запись имеют только суперпользователи.
Различные системные приложения могут находиться в каталоге /sbin. В каталоге /usr/bin содержится большинство исполняемых файлов, которые не требуются для загрузки и восстановления системы.